# 伊索爾諾

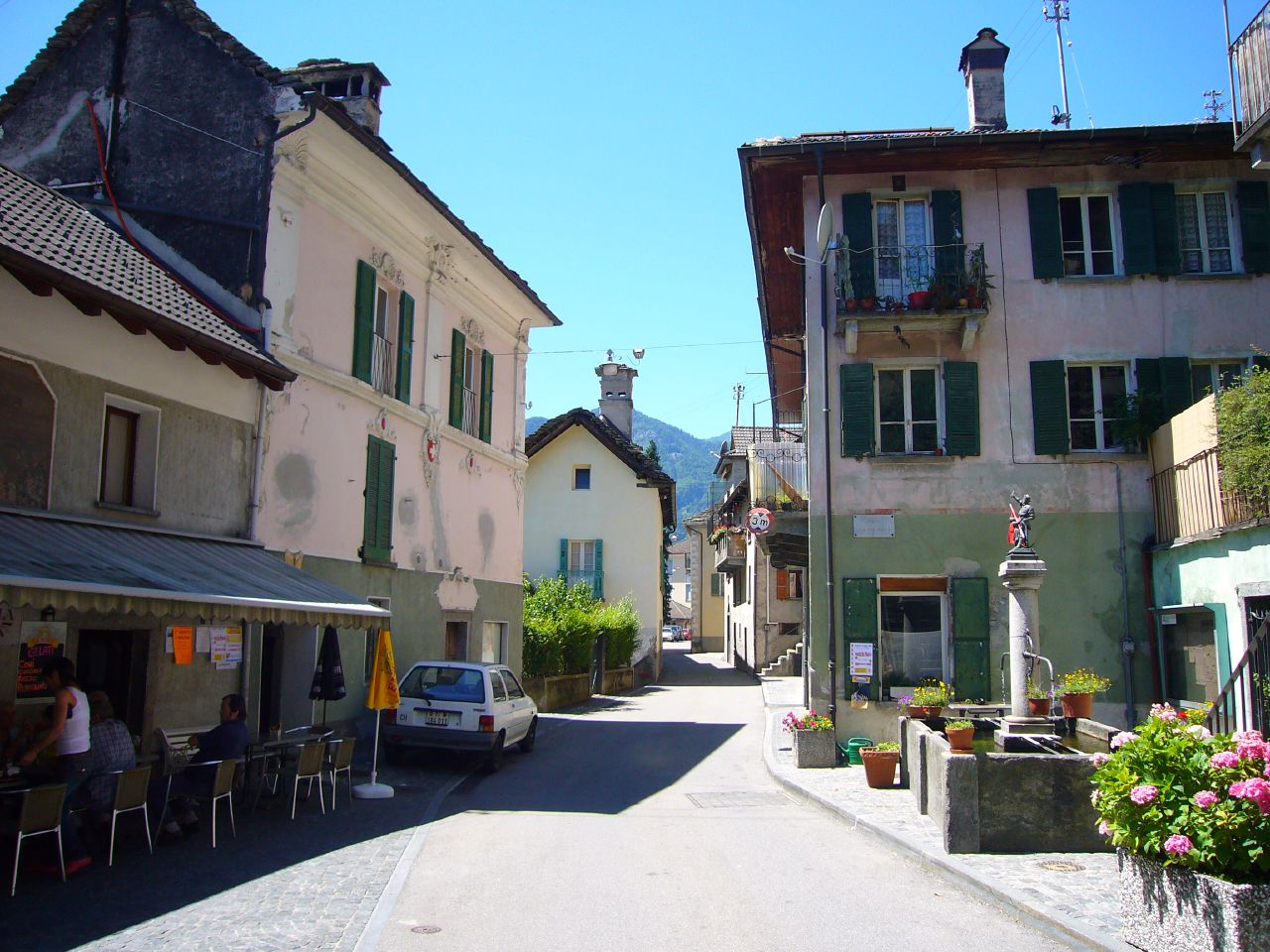

伊索爾諾是瑞士的城鎮，位於該國南部，由提契諾州負責管轄，名稱取自伊索爾諾河，面積17.11平方公里，海拔高度678米，2011年人口334，人口密度每平方公里20人。